# Edward Norton Lorenz
Edward Norton Lorenz, ameriški matematik in meteorolog, * 23. maj 1917, West Hartford, Connecticut, ZDA,  † 16. april 2008, Cambridge, Massachusetts, ZDA.
Lorenz velja za pionirja teorije kaosa. Odkril je pojem čudnih atraktorjev in skoval izraz metuljev pojav.

## Življenje in delo
Študiral je matematiko na Kolidžu Dartmouth v Hanovru, New Hampshire in Univerzi Harvard v Cambridgeu. Med 2. svetovno vojno je v Zračnem korpusu Kopenske vojske ZDA napovedoval vreme. Po vojni se je odločil študirati meteorologijo. Tako je diplomiral na Tehnološkem inštitutu Massachusettsa, kjer je bil kasneje dolgoletni profesor.
Izdelal je matematični model pretoka zraka v ozračju. Ker je raziskoval tudi vremenske vzorce, je spoznal, da se niso vedno spreminjali po napovedih. Minutne razlike v začetnih vrednostih spremenljivk v njegovem računalniškem modelu vremena z dvanajstimi spremenljivkami (približno leta 1960) so povzročile občutno različne vremenske vzorce. Ta občutljiva odvisnost začetnih pogojev je postala znana kot metuljev pojav.
Začel je raziskovati matematiko povezano s tem področjem in objavil svoje zaključke v delu Deterministični neperiodični tok (Deterministic Nonperiodic Flow), v katerem je opisal relativno preprosti sistem enačb, ki izhaja iz zelo zapletenega dinamičnega objekta, sedaj znanega kot Lorenzev atraktor, oziroma Lorenzev sistem.
Lorenz je leta 1991 prejel nagrado Kjoto za temeljne znanosti na področju zemeljskih in planetarnih znanosti.
Rad je hodil na izlete, plezal in se smučal. Te dejavnosti je ohranil vse do nekaj tednov pred svojo smrtjo.